# W żniwa
W żniwa – obraz olejny pędzla Aleksandra Mroczkowskiego z 1882, przedstawiający chłopów zbierających kłosy zboża w snopki. 
Do 1938 płótno znajdowało się w zbiorach warszawskiego Towarzystwa Zachęty Sztuk Pięknych. Prawdopodobnie podczas okupacji niemieckiej zostało zrabowane i w nieznany sposób trafiło do USA, gdzie w 2000, na wyprzedaży garażowej, zakupił go amerykański malarz Philip Willett. Obraz był w złym stanie i wymagał rozległych prac konserwacyjnych. W centrum obrazu znajdowały się dwie dziury w kształcie czworokąta. Sygnowany był nazwiskiem Mroczkowskiego. W 2007 Willett oglądając płótno dostrzegł na blejtramie numer inwentarzowy świadczący, iż obraz pochodził ze zbiorów publicznych. Malarz skontaktował się w tej sprawie z ambasadą RP w Waszyngtonie, a ta ustaliła pierwotne pochodzenie płótna. W 2008 Willett przekazał płótno Polsce. 28 kwietnia 2008 obraz trafił do zbiorów Muzeum Narodowego w Warszawie.